# Большой Ордынский переулок
Большо́й Орды́нский переу́лок — улица в центре Москвы в Замоскворечье между Пятницкой улицей и Большой Ордынкой.

## История
Современное название Большой и Малый Ордынские переулки получили в 1993 году по прилежащей улице Большая Ордынка. Ранее переулки назывались Большим и Малым Курбатовым (Курбатовским) — по фамилии домовладельца начала XIX века бригадира А. П. Курбатова. С 1929 года — Большой и Малый Маратовский — по кондитерской фабрике им. Марата, которая в 1971 году была объединена с кондитерской фабрикой «Рот Фронт».

## Описание

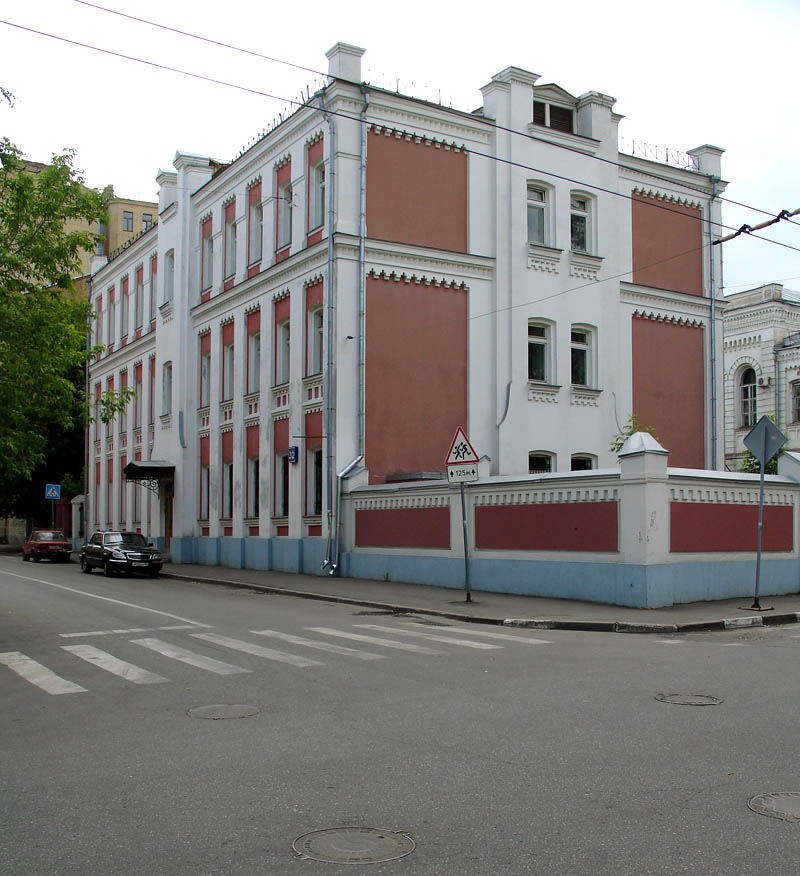
Угол Малой Ордынки (№ 32) и Большого Ордынского.

Большой Ордынский переулок начинается от Пятницкой, проходит на запад, пересекает Малую Ордынку и заканчивается на Большой Ордынке.

## Здания и сооружения

### По чётной стороне
- № 4 — городская усадьба XIX века с главным домом (архитектор Э. Юдицкий), сохранившимися флигелями и оградой со сторожкой. На месте старой застройки ведётся строительство жилого комплекса общей площадью более 18,5 тысяч м² (девелопер Insigma Group, архитектор Юрий Григорян).

## См.также
- Малый Ордынский переулок